# Samoa ai Giochi della XXXII Olimpiade
Samoa ha partecipato ai Giochi della XXXII Olimpiade, che si sono svolti a Tokyo, Giappone, dal 23 luglio all'8 agosto 2021 (inizialmente previsti dal 24 luglio al 9 agosto 2020 ma posticipati per la pandemia di COVID-19) con una delegazione di otto atleti impegnati in cinque discipline.

## Delegazione
| Sport            | Uomini | Donne | Totale |
| ---------------- | ------ | ----- | ------ |
| Atletica leggera | 1      | 0     | 1      |
| Canoa/Kayak      | 2      | 1     | 3      |
| Judo             | 1      | 0     | 1      |
| Pugilato         | 2      | 0     | 2      |
| Vela             | 1      | 0     | 1      |
| Totale           | 7      | 1     | 8      |

## Risultati

### Atletica leggera
| Q | Qualificato al turno successivo per la posizione in qualificazione                                                           |
| q | Qualificato per il turno successivo per ripescaggio o, negli eventi su campo, conquistando la misura minima per qualificarsi |

Eventi su campo
| Atleta    | Evento                    | Qualifica | Qualifica | Finale          | Finale          |
| Atleta    | Evento                    | Misura    | Posizione | Misura          | Posizione       |
| --------- | ------------------------- | --------- | --------- | --------------- | --------------- |
| Alex Rose | Lancio del disco maschile | 61,72 m   | 18º       | Non qualificato | Non qualificato |

### Canoa/Kayak

#### Velocità
Maschile
| Atleta                                  | Evento    | Batteria | Batteria  | Quarti   | Quarti    | Semifinale      | Semifinale      | Finale / Finale B e C | Finale / Finale B e C |
| Atleta                                  | Evento    | Tempo    | Posizione | Tempo    | Posizione | Tempo           | Posizione       | Tempo                 | Posizione             |
| --------------------------------------- | --------- | -------- | --------- | -------- | --------- | --------------- | --------------- | --------------------- | --------------------- |
| Rudolph Berking-Williams                | C1 1000 m | 5'19"538 | 8º q      | DNS      | DNS       | Non qualificato | Non qualificato | Non qualificato       | Non qualificato       |
| Rudolph Berking-Williams                | K1 200 m  | 42"083   | 5º q      | 41"950   | 5º        | Non qualificato | Non qualificato | Non qualificato       | Non qualificato       |
| Clifton Tuva'a                          | K1 200 m  | 38"363   | 4º q      | 38"287   | 4º        | Non qualificato | Non qualificato | Non qualificato       | Non qualificato       |
| Clifton Tuva'a                          | K1 1000 m | 4'11"029 | 4º q      | 4'21"301 | 4º        | Non qualificato | Non qualificato | Non qualificato       | Non qualificato       |
| Rudolph Berking-Williams Clifton Tuva'a | K2 1000 m | 3'55"617 | 5ª q      | 3'46"523 | 5ª qB     | Bye             | Bye             | 3'56"171              | 16ª                   |

Femminile
| Atleta      | Evento   | Batteria | Batteria  | Quarti   | Quarti    | Semifinale      | Semifinale      | Finale / Finale B e C | Finale / Finale B e C |
| Atleta      | Evento   | Tempo    | Posizione | Tempo    | Posizione | Tempo           | Posizione       | Tempo                 | Posizione             |
| ----------- | -------- | -------- | --------- | -------- | --------- | --------------- | --------------- | --------------------- | --------------------- |
| Anne Cairns | K1 200 m | 46"795   | 7ª q      | 47"141   | 8ª        | Non qualificata | Non qualificata | Non qualificata       | Non qualificata       |
| Anne Cairns | K1 500 m | 2'03"667 | 6ª q      | 2'02"525 | 4ª        | Non qualificata | Non qualificata | Non qualificata       | Non qualificata       |

### Judo
| Atleta             | Evento         | Preliminari          | 16-esimi             | Ottavi               | Quarti               | Semifinali           | Ripescaggio          | Finale               | Posizione       |
| Atleta             | Evento         | Avversario Risultato | Avversario Risultato | Avversario Risultato | Avversario Risultato | Avversario Risultato | Avversario Risultato | Avversario Risultato | Posizione       |
| ------------------ | -------------- | -------------------- | -------------------- | -------------------- | -------------------- | -------------------- | -------------------- | -------------------- | --------------- |
| Peniamina Percival | 81 kg maschile | Bye                  | F. de Wit P 00–01    | Non qualificato      | Non qualificato      | Non qualificato      | Non qualificato      | Non qualificato      | Non qualificato |

### Pugilato
| Atleta                  | Evento                | 16-esimi             | Ottavi               | Quarti               | Semifinali           | Finale               | Pos.            |
| Atleta                  | Evento                | Avversario Risultato | Avversario Risultato | Avversario Risultato | Avversario Risultato | Avversario Risultato | Pos.            |
| ----------------------- | --------------------- | -------------------- | -------------------- | -------------------- | -------------------- | -------------------- | --------------- |
| Marion Faustino Ah Tong | Pesi welter maschile  | S. Zimba P 0–5       | Non qualificato      | Non qualificato      | Non qualificato      | Non qualificato      | Non qualificato |
| Ato Plodzicki-Faoagali  | Pesi massimi maschile | Bye                  | U. Smiahlikau P 1–4  | Non qualificato      | Non qualificato      | Non qualificato      | Non qualificato |

### Sollevamento pesi
Il 1º luglio 2021, a causa delle restrizioni di viaggio legate alla pandemia di COVID-19, Samoa ha deciso di ritirare i tre atleti che avrebbero dovuto prendere parte a questa disciplina.

### Vela
| Atleta       | Evento         | Regata | Regata | Regata | Regata | Regata | Regata | Regata | Regata | Regata | Regata | Regata | Punteggio totale | Punteggio netto | Classifica |
| Atleta       | Evento         | 1      | 2      | 3      | 4      | 5      | 6      | 7      | 8      | 9      | 10     | M      | Punteggio totale | Punteggio netto | Classifica |
| ------------ | -------------- | ------ | ------ | ------ | ------ | ------ | ------ | ------ | ------ | ------ | ------ | ------ | ---------------- | --------------- | ---------- |
| Eroni Leilua | Laser maschile | 31     | 27     | 30     | 32     | 32     | 27     | 30     | 31     | 35     | 28     | EL     | 303              | 268             | 32º        |